# موسيقى من أجل الحرباوات
موسيقى من أجل الحرباوات هي مجموعة أعمال روائية قصيرة، مؤلفة من الخيال الأدبي واللاخيال، من تأليف الكاتب الأمريكي ترومان كابوتي في عام 1980. بوصفها أول مجموعة ذي مادة جديدة لكابوتي منذ 14 عامًا، ظلت موسيقى من أجل الحرباوات على قائمة أكثر الكتب مبيعًا في صحيفة نيويورك تايمز لمدة ستة عشر أسبوع، إذ لم يسبق لها مثيل في أي مجموعة من الأعمال القصيرة.

## البنية
ينقسم الكتاب إلى ثلاثة أقسام. يتضمن الجزء الأول، تحت عنوان «موسيقى من أجل الحرباوات»، القصة القصيرة التي سُمي القسم والكتاب على أساسه، بالإضافة إلى خمسة قصص أخرى («السيد جونز»، «مصباح في نافذة»، «موهافي»، «استضافة»، و«انبهار»). يحتوي القسم الثاني، وهو جوهر الكتاب، على قطعة واحدة: «توابيت منحوتة يدويًا»، على ما يبدو أنها «رواية غير خيالية لجريمة أمريكية» تشير إلى أوجه تشابه معينة مع أشهر أعماله، لكن يكمن الفرق في أن كابوتي لم يدرج نفسه كشخصية في السرد عندما كتب بدم بارد.
في القسم الثالث، «لوحات حوارية»، يستذكر كابوتي مواجهاته مع بيرل بيلي، وبوبي بيوسوليل، وويلا كاثر، ومارلين مونرو، وغيرهم. تحمل هذه المقالات السبعة عناوين «عمل يوم»، «أهلًا، غريب»، «حدائق خفية»، «عمل بطولي»، «ثم سقط كل شيء»، «طفل جميل» و«منعطفات ليلية». روى كابوتي في «عمل يوم» عن مناوبة أمضاها مع خادمة في نيويورك، وهي فكرة أشارت إليها صديقته سليم كيث قبل أن يباشر العمل في بدم بارد.

## الانطباع
في مقدمة المجموعة، يدعي كابوتي أنه عانى من انهيار عصبي بسبب المخدرات والكحول في عام 1977، في الوقت الذي توقف فيه عن العمل المرتقب المكمل لـ بدم بارد، والصلوات المستجابة، التي أثارت أجزاء منها ردة فعل صاخبة من قبل مجموعة الأثرياء الذين يسافرون بالطائرات النفاثة عندما اقتُبست في مجلة إسكوير طوال عامي 1975 و1976. تبدو هذه الحقيقة على الأرجح، رغم أن كابوتي كان غالبًا ما يناقض ذلك التصريح، ويزعم أن نشر الرواية كان وشيكًا حتى وفاته في عام 1984.

## تاريخ النشر
في عام 2001، أعيدت طباعة موسيقى من أجل الحرباوات في طبعة لبنغوين الكلاسيكية الحديثة مع غلاف من تصميم جامي كينان، وصورة غلاف تظهر كابوتي يرقص مع مارلين مونرو.

## روابط خارجية
- موسيقى من أجل الحرباوات على موقع الموسوعة البريطانية (الإنجليزية)